# Kaspar Pischel
Kaspar Pischel (* 4. Jänner 1862 in Jenbach, Tirol; † 9. April 1953 in San Francisco) war ein austroamerikanischer Augenarzt. 1888 emigrierte er in die USA nach Kalifornien.
Der Vater des Kaspar Pischel war Nikolaus Pischel. Er stammte aus einer bekannten Familie in Telfs in Tirol. Nikolaus war Wirt in der Klamm an der alten Straße zum Achensee. Die Mutter Kaspars hieß Agnes Speckbacher. Kaspar besuchte das Gymnasium in Innsbruck und begann nach einem kurzen Theologiestudium an der Universität Innsbruck das Medizinstudium. Das Studium konnte er mit Stipendien finanzieren, promoviert wurde er am 13. November 1886.
Er begann bei Michael Borysiekiewicz an der Universitätsklinik Innsbruck seine Ausbildung zum Augenarzt. Einige Jahre seiner Ausbildung verbrachte er bei Ernst Fuchs an der Universitätsklinik in Wien. Die Augenabteilung am Landeskrankenhaus Salzburg war zur Besetzung ausgeschrieben, Kaspar Pischel bewarb sich, bevorzugt wurde aber der Favorit des Ministers. Pischel sah dann keine Zukunft mehr in Österreich. Er beschloss 1888 in die USA zu emigrieren.
In dieser Zeit waren mehrere Besucher aus dem Ausland an der Innsbrucker Augenklinik. Pischel erlernte die englische Sprache. In New York war damals der aus Heidelberg zugewanderte Augenarzt Hermann Knapp, der Kaspar Pischel empfahl, nach Kalifornien zu gehen. Er kam dann 1890 ins Alma House in San Francisco, arbeitete später im französischen Krankenhaus, im Krankenhaus St. Lucas und an der Stanford University. Er widmete sich besonders dem Unterricht der Studenten. Internationale Anerkennung erhielt er durch seine Ernennung zum Mitglied des Commonwealth Club und des Sierra Clubs. Kaspar Pischel heiratete Minna Dohrmann, die aus Schleswig-Holstein stammte. Sein Sohn Dohrmann Kaspar Pischel wurde in den USA ein bekannter Augenarzt, der sich vor allem mit der operativen Behandlung der Netzhautablösung befasste. Verwandte der Familie Pischel leben in Telfs.

## Quelle und Literatur
- Taufbuch Jenbach: Tiroler Landesarchiv, Mikrofilm Nr. 712, Jenbach, 4. Tauf-, Trau- und Sterbebuch 1830–1864, p.  113:
- Michał Borosykiewicz:
- Michael Borosykiewicz, in: Franz Daxecker, 125 Jahre Univ.-Augenklinik Innsbruck. 1869–1994. Ihre Vorstände. Veröffentlichungen der Universität Innsbruck. Hrsg. Universität Innsbruck (1994), S. 19.
- Hermann Knapp:
- Franz Daxecker, Kaspar Pischel und Dohrmann Kaspar Pischel – zwei amerikanische Augenärzte mit Tiroler Wurzeln. In: Klinische Monatsblätter für Augenheilkunde (Klin Mbl Augenheilk) 221, 210–211 (2004).